# Vyhlídka Karla IV. (rozhledna)
Vyhlídka Karla IV. je rozhledna v Karlových Varech na Jižním (Hamerském) vrchu 514 m n. m. mezi Grandhotelem Pupp a Galerií umění. Rozhledna je chráněna jako kulturní památka.

## Historie
Byla postavena roku 1877 a nachází se na Hamerském (Jižním) vrchu. Stavba byla přesnou napodobeninou rozhledny stojící v severoněmeckém Schleswigu v pseudogotickém slohu. Původně se nazývala rozhledna Františka Josefa, po první světové válce byla přejmenována na Josefshöhe (Josefova výšina). Po roce 1945 se začala nazývat Vyhlídka Karla IV. V roce 2001 došlo k celkové opravě objektu, v roce 2014 byla rozhledna znovu renovována.

## Přístup
Rozhledna je volně přístupná celoročně.